# Pumilus medullae
Pumilus medullae är en svampart som beskrevs av Viala & Marsais 1934. Pumilus medullae ingår i släktet Pumilus, divisionen sporsäcksvampar och riket svampar.   Inga underarter finns listade i Catalogue of Life.